# Weserbergland

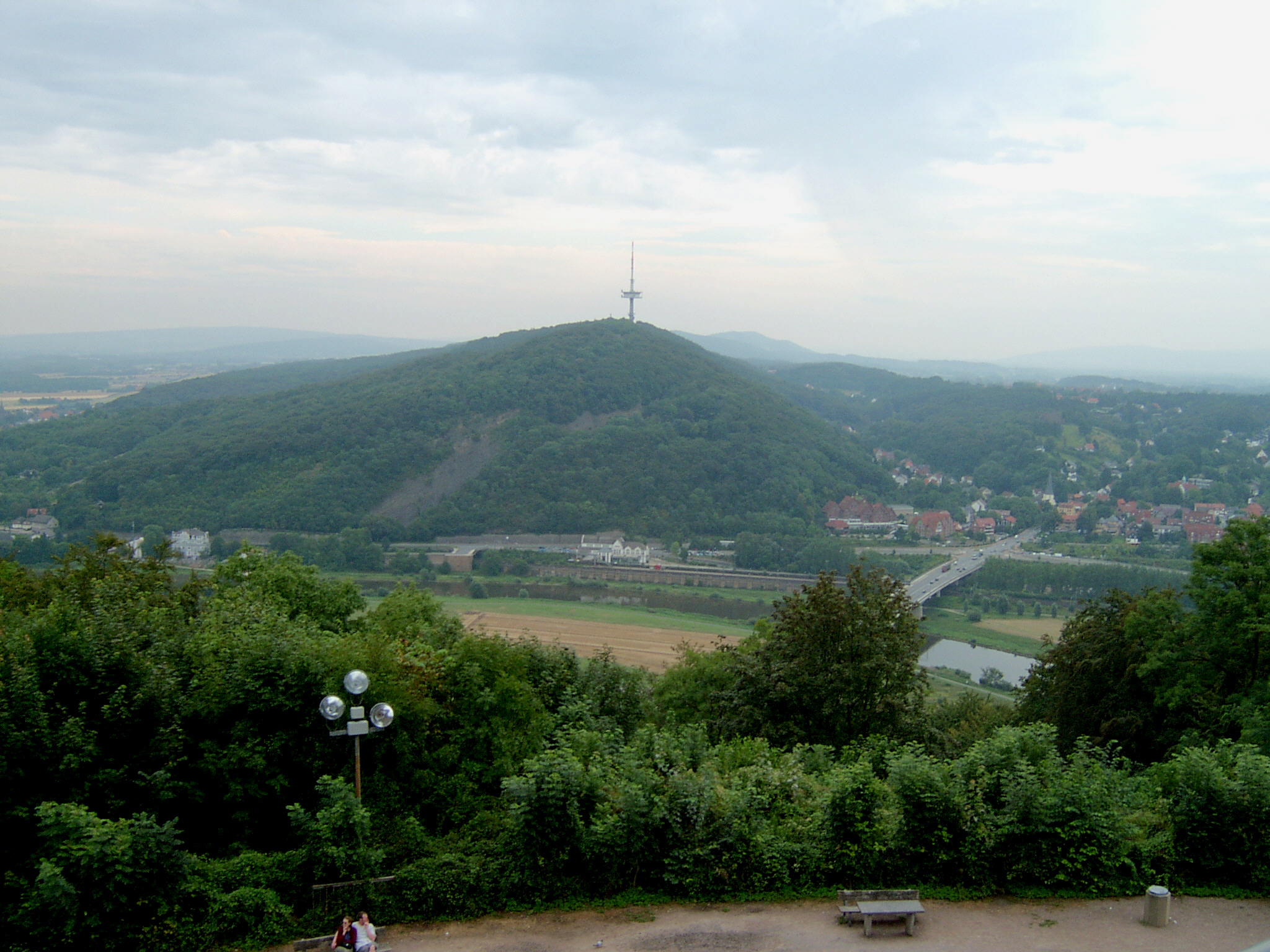
Vista a la serra

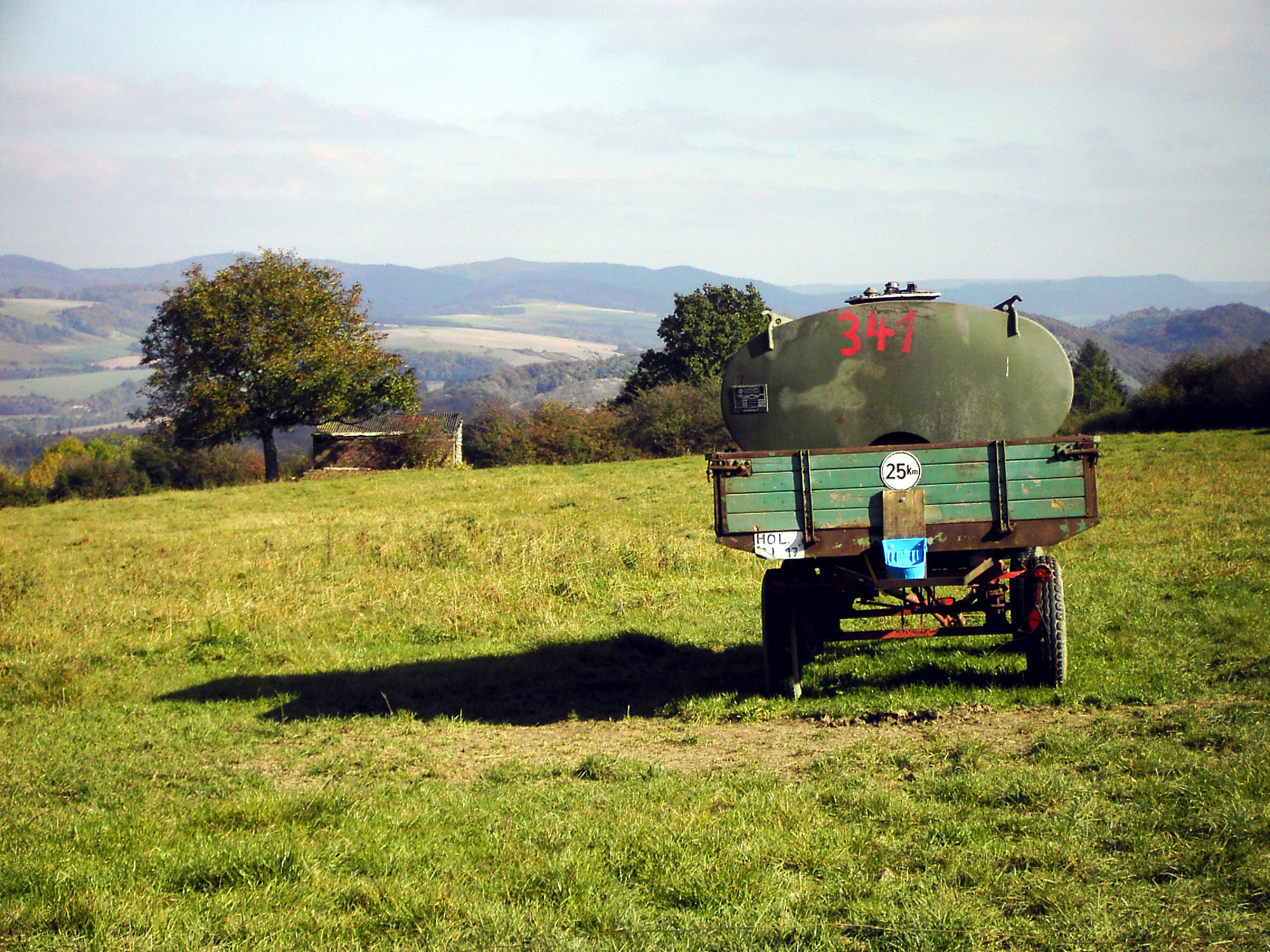
Entre Heinsen o Polle

El Weserbergland o en català la regió del serrat del Weser és una regió geogràfica a ambdues ribes del Weser entre Hannoversch Münden i Porta Westfalica als estats de Baixa Saxònia, Hessen i Rin del Nord-Westfàlia a Alemanya. Se situa al curs del riu, abans que aquest es llança a la Gran planúria europea.

## Geografia
| Paisatge             | Altidud msnm |
| -------------------- | ------------ |
| Serra del Weser      | 326 m        |
| Süntel               | 440 m        |
| Altiplà d'Ottenstein | 376 m        |
| Vogler               | 460 m        |
| Solling              | 528 m        |
| Reinhardswald        | 472 m        |
| Bramwald             | 408 m        |

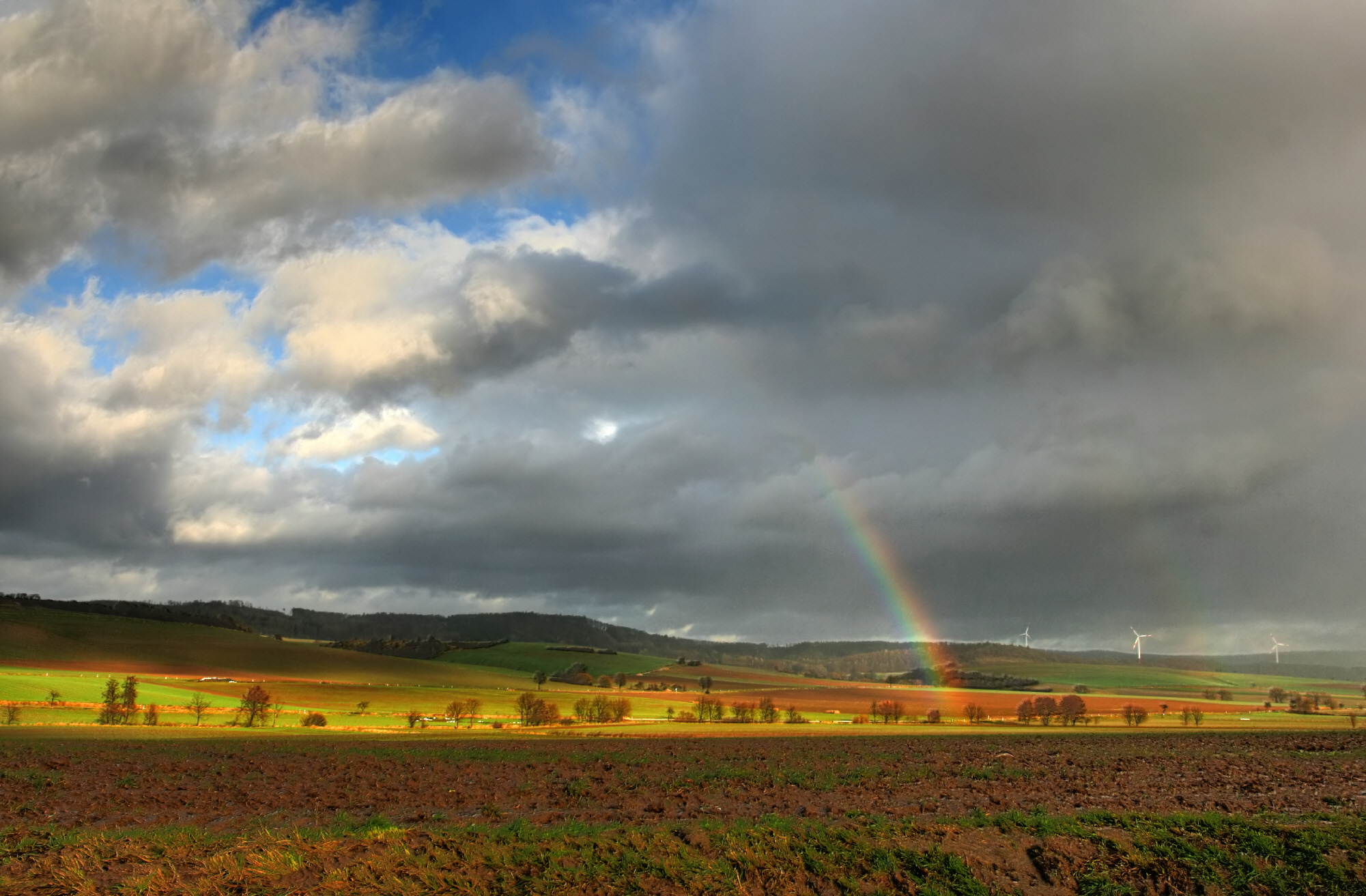
Weserbergland

El bosc de Solling és el bosc més llarg de la regió.

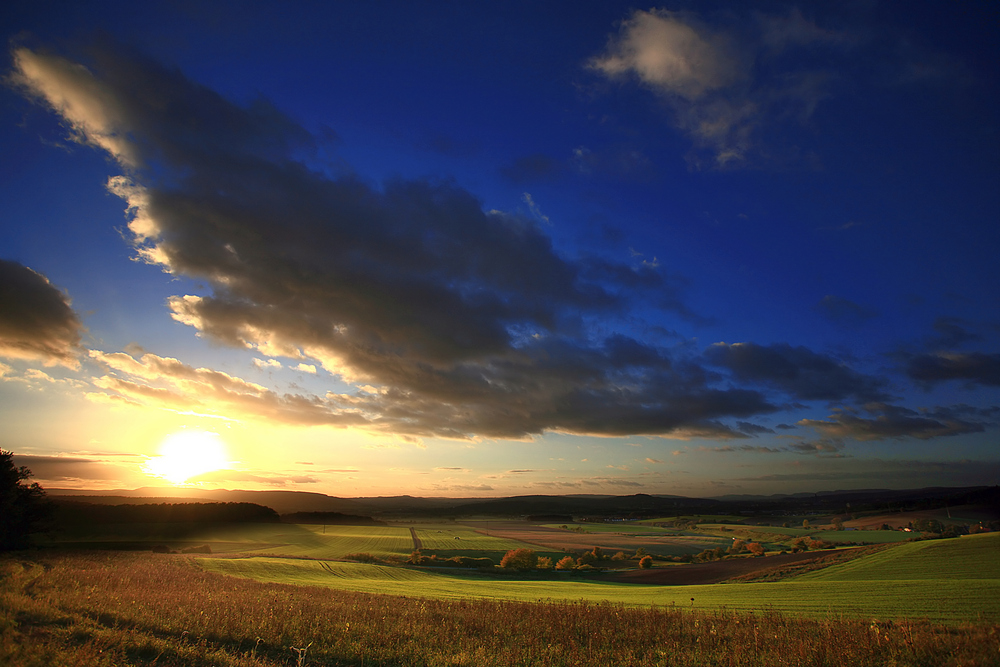
Horabaixa al Weserbergland

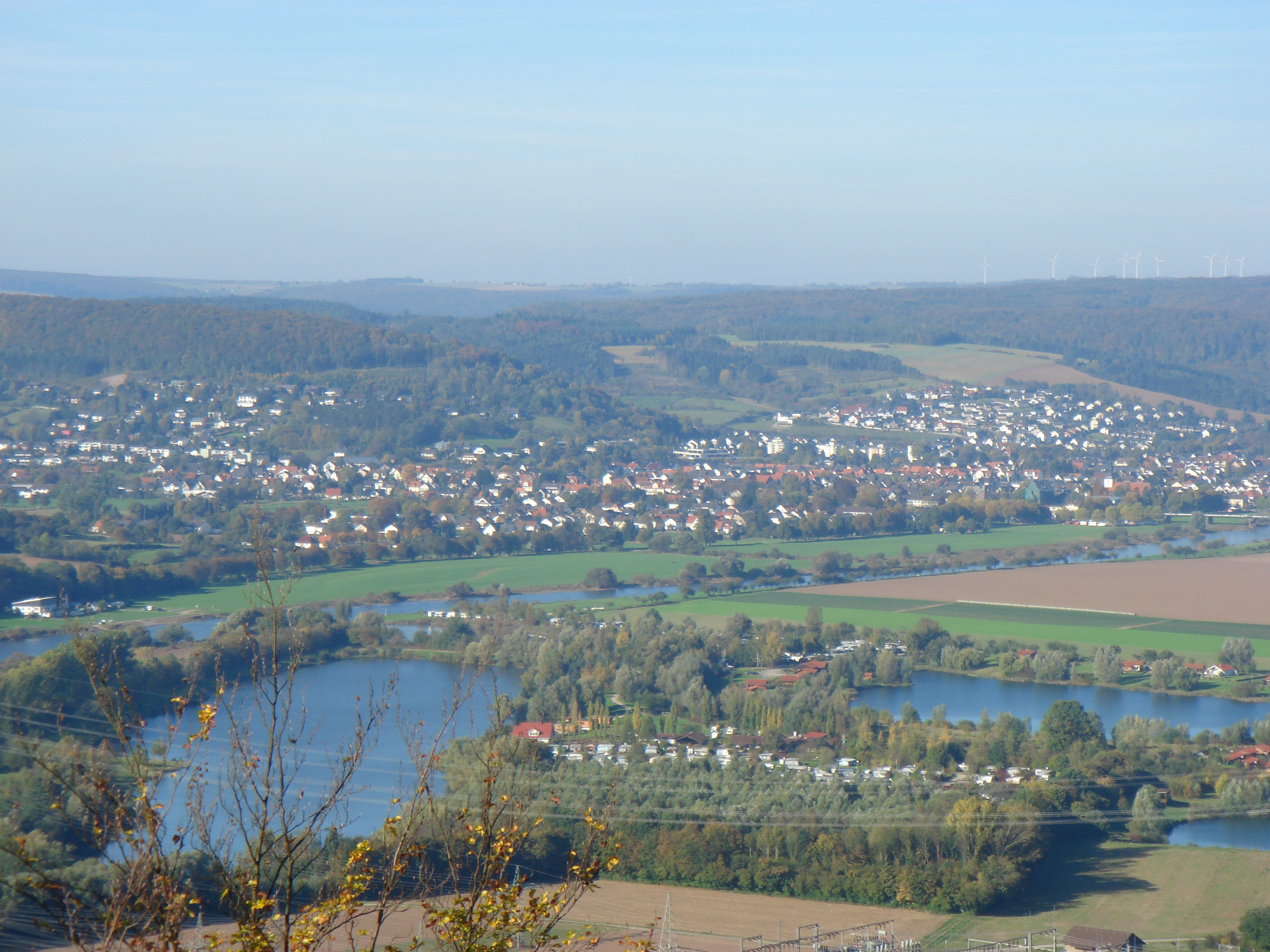
Weserbergland, vista de la ciutat de Beverungen en direcció nord

## Ciutats importants
| - Bad Karlshafen - Bad Münder am Deister - Bad Nenndorf - Bad Oeynhausen - Bad Pyrmont - Bad Salzuflen - Bevern - Beverungen - Bodenwerder | - Brakel - Dassel - Eschershausen - Emmerthal - Hamelín - Hannoversch Münden - Hessisch Oldendorf - Holzminden - Höxter | - Lemgo - Minden (Rin del Nord-Westfàlia) - Porta Westfalica - Rinteln - Salzhemmendorf - Stadtoldendorf - Uslar - Vlotho |

## Turisme
Es troba al Circuit alemany de l'entramat de fusta.